# 卡尔罗·马里亚·朱里尼
卡尔罗·马里亚·朱里尼（義大利語：Carlo Maria Giulini，義大利語發音：[ˈkarlo maˈriːa dʒuˈliːni]；1914年5月9日—2005年6月15日），意大利指挥家。
朱里尼的音樂啟蒙始於小提琴，16歲時他進入義大利頂尖的聖西西里亞國家音樂院就讀，此時他則專注於中提琴演奏與指揮的學習。在一次徵選後，朱里尼進入聖西西里亞音樂院管弦樂團，擔任中提琴演奏員。兩年後，他贏得了指揮比賽，但二戰影響了他（以及當代所有音樂家們）的事業規劃。戰後，朱里尼受邀指揮奧古斯特歐管弦樂團（Augusteo Orchestra，是為聖西西里亞管絃樂團的前身），打開了他的事業能見度。包括芝加哥交響樂團、愛樂管弦樂團以及維也納愛樂皆對朱里尼遞出邀約。
1998年，朱里尼宣布退休，結束其54年的指揮生涯。2005年6月14日，朱里尼於布雷西亚逝世。

## 生平

### 早年
卡尔罗·马里亚·朱里尼出生於亚得里亚海沿岸的巴列塔，在博尔扎诺成長。5歲起，他開始學習小提琴演奏，並很快地展現了天賦。1928年，著名小提琴家雷米·普林茨皮（Remy Principe）在博尔扎诺舉行獨奏會，抽出時間面試了朱里尼，驚艷於他的能力，旋即邀請朱里尼前往羅馬進修。1930年，16歲的朱里尼前往羅馬的聖西西里亞國家音樂院就讀，在普林茨皮門下修習中提琴演奏，另外也跟隨布斯底尼（Alessandro Bustini）學習作曲，從莫里納利學習指揮。18歲時，為了貼補家用，朱里尼面試了聖西西里亞音樂院管弦樂團的演奏員職位，並成功獲得錄取。擔任演奏員期間，朱里尼陸續在華爾特、福特文格勒、理查·史特勞斯、德·薩巴塔、萊納、皮埃尔·蒙特、斯特拉汶斯基、克倫佩勒等著名指揮家麾下演奏。

### 職業生涯
1940年，朱里尼贏得了一項指揮比賽，該項賽事原本附帶了指揮邀約，卻因為世界大戰爆發而無法實現。朱里尼被意大利军队征召入伍，成为少尉，并被派往克羅埃西亞戰場。1943年9月，意大利与盟军签订停战协定，但纳粹占领军拒绝放弃罗马，朱利尼的指挥官下令部队与纳粹作战。朱里尼选择和妻子、兩名友人，以及一個猶太人家庭一同躲藏起來，羅馬的街上則有軍方勒令擒拿朱里尼的布告，宣稱若發現他的蹤跡，可以當場處決。1944年6月4日，聯軍解放羅馬。一個月後，朱里尼（他是少数不受法西斯主义影响的指挥家之一）與幾位指揮同僚一同指揮聖西西里亞學院樂團，舉行了以反法西斯主義為訴求的戰後音樂會（1944年7月16日），音樂會的曲目包括勃拉姆斯的第4號交響曲在內。
1944年，朱里尼開始與羅馬室內樂團（Chamber Orchestra of Rome）合作，并于1946年成為該團音樂總監。此外也擔任義大利廣播交響樂團的助理指揮，并于1946年成為該團首席指揮。1948年，他參與了米蘭廣播交響樂團的設立，並持續與該團合作至1954年止。

#### 歌劇指揮
1950年，朱里尼在贝加莫指揮了《茶花女》，是為其歌劇事業的開端。做為一名劇院指揮，朱里尼復興了多部罕見劇碼，包括本地的亚历山德罗·斯卡拉蒂作品在內。他的努力受到指揮大師阿图罗·托斯卡尼尼的賞識，兩人一見如故。此外，朱里尼與斯卡拉劇院總監维克多·德·萨巴塔的關係亦好，擔任了後者的助理指揮。1952年2月，朱里尼首次在斯卡拉指揮演出，當天的劇目是法雅《短促的人生》。1953年，薩巴塔因病逝世，在托斯卡尼尼的推薦下，朱里尼繼承了斯卡拉總監一職。任職於斯卡拉期間，朱里尼指導了13次歌劇製作，包括威爾第《茶花女》、羅西尼《阿爾及爾的義大利女郎》、董尼采第《愛情靈藥》等作。
1955年，朱里尼在愛丁堡音樂節亮相，指揮《法斯塔夫》演出，受到英國樂壇的關注。1958年，他在英國皇家歌劇院指揮《唐·卡洛》，受到好評：「均衡，有說服力，同時具備驚人的能量與張力，又不失抒情」。61年與64年，朱里尼亦在皇家歌劇院指揮演出（64年即著名的「黑白遊唱詩人」），1965年他則在荷蘭音樂節登台，但在此之後他幾乎不再指揮歌劇。紐約時報報導：
六〇年代前後，朱里尼先生對劇院工作的興趣銳減。歌劇製作的排練時間不足，內部管理的不當，沽名釣譽的歌者，凡此種種皆使他灰心。自此他侷限了自己的（歌劇上的）出場機會，即使是大都會（歌劇院）也無緣與他合作。

#### 交響樂指揮
出於理念的堅持，朱里尼在生涯的後半期專注於交響樂曲目，指揮歌劇的時候極少。1955年，他指揮了芝加哥交响乐团，完成美國本土的初登場，之後陸續與該團合作超過廿年時間。六〇年代時，朱里尼棒下的交響樂曲目相對有限，僅指揮莫扎特、貝多芬等古典曲目的演出，之後他開始頻繁客席於世界一流樂團。1973–76年間，他是维也纳交响乐团的音樂總監，1978年起他則擔任洛杉矶爱乐乐团的音樂總監（兼任首席指揮，任職至1984年止）。
1982年，朱里尼指揮洛杉矶爱乐演出《法斯塔夫》，是他生涯晚期僅有的一次歌劇演出。

### 退休
1984年因其妻患病，朱里尼返回義大利。1998年10月29日，朱里尼在一次排练后感到身体不适，随后他宣布引退。2005年6月14日，朱里尼於布雷西亚逝世，享年九十一，并于翌日在家族墓地下葬。紐約時報樂評安東尼·托馬席尼總結其生涯：
出於對獨裁體制的厭惡，朱里尼則是以對作品的深刻探究，以及無私奉獻的作風贏得樂團的敬重。他的交響樂詮釋大氣且令人驚喜，同時又自然、言之成理。其發掘細節的詮釋方式，在莫扎特、威爾第的歌劇劇作上更是畫龍點睛。

## 獲獎與榮譽
- 维也纳音乐之友协会荣誉成员
- 義大利騎士大十字勳章（Cavaliere di Gran Croce Ordine al Merito della Repubblica Italiana）
- 《留聲機》雜誌年度錄音

## 作品節選

### 商業錄音
朱里尼一生出版了大量优秀的唱片，先是在EMI公司与爱乐管弦乐团合作录制了许多唱片，當中最出名的是《費加洛婚禮》，以及1955年的《唐·喬望尼》現場實況（與瑪麗亞·卡拉絲合作）。1976年起，他开始在DG出版唱片，1989年后又为Sony录制了一些唱片。在管弦樂曲目方面，他與芝加哥交響樂團合作錄製了德布西《海》、《夜曲》，德沃夏克第9號交響曲，柴可夫斯基第6號交響曲，穆索斯基《展覽會之畫》，勃拉姆斯第1號交響曲，馬勒第1號、第9號交響曲等曲目，此外他也與維也納愛樂合作了勃拉姆斯的全本交響曲。

## 個人生活
1942年，朱里尼與女友瑪伽菈·德·吉羅拉米（Marcella de Girolami，1921-1995）結為連理，這一段婚姻育有三名子女。

## 外部連結
- 《大英百科全书》中的条目：卡尔罗·马里亚·朱里尼（英文）
- 卡尔罗·马里亚·朱里尼的Discogs页面（英文）
- 卡尔罗·马里亚·朱里尼在Allmusic上的頁面
- Carlo Maria Giulini （页面存档备份，存于）

| 文化職務                | 文化職務                            | 文化職務           |
| ----------------------- | ----------------------------------- | ------------------ |
| 前任： 维克多·德·萨巴塔 | 斯卡拉大劇院 音樂總監 1953年–1956年 | 繼任： 圭多·坎泰利 |